# Védrines-Saint-Loup
Védrines-Saint-Loup – miejscowość i gmina we Francji, w regionie Owernia-Rodan-Alpy, w departamencie Cantal.
Według danych na rok 1990 gminę zamieszkiwały 184 osoby, a gęstość zaludnienia wynosiła 7 osób/km² (wśród 1310 gmin Owernii Védrines-Saint-Loup plasuje się na 665. miejscu pod względem liczby ludności, natomiast pod względem powierzchni na miejscu 290.).